# Municipio de Fargo (Kansas)
El municipio de Fargo (en inglés: Fargo Township) es un municipio ubicado en el condado de Seward en el estado estadounidense de Kansas. En el año 2010 tenía una población de 1563 habitantes y una densidad poblacional de 2,73 personas por km².

## Geografía
El municipio de Fargo se encuentra ubicado en las coordenadas 37°7′38″N 100°45′9″O / 37.12722, -100.75250. Según la Oficina del Censo de los Estados Unidos, el municipio tiene una superficie total de 571.5 km², de la cual 569,82 km² corresponden a tierra firme y (0,29 %) 1,68 km² es agua.

## Demografía
Según el censo de 2010, había 1563 personas residiendo en el municipio de Fargo. La densidad de población era de 2,73 hab./km². De los 1563 habitantes, el municipio de Fargo estaba compuesto por el 82,85 % blancos, el 0,45 % eran afroamericanos, el 0,64 % eran amerindios, el 0,26 % eran asiáticos, el 13,12 % eran de otras razas y el 2,69 % eran de una mezcla de razas. Del total de la población el 50,03 % eran hispanos o latinos de cualquier raza.